# Uvaria
Uvaria là chi thực vật có hoa trong họ Annonaceae. Các tên gọi phổ biến trong tiếng Việt là bù dẻ hay bồ quả.
Các loài phân bố khắp vùng nhiệt đới Cựu Thế giới. Đây là một chi lớn, gồm khoảng 150 loài, nhưng nghiên cứu gần đây cho thấy nhiều chi nhỏ hơn cũng thuộc Uvaria.
Chúng mọc thành cây bụi leo hoặc cây gỗ nhỏ.

## Một số loài
- Uvaria calamistrata Hance
- Uvaria chamae P.Beauv. – Finger-root
- Uvaria grandiflora (Lesch. ex DC.) Roxb.
- Uvaria kweichowensis P.T.Li
- Uvaria hahinii
- Uvaria purpurea Blume
- Uvaria rufa (Dunal) Blume; Susung-kalabaw
- Uvaria scandens C.B.Rob.
- Uvaria sorzogonensis C. Presl[5]

### Loài trước đây được đặt ở đây
- Alphonsea lutea (Roxb.) Hook.f. & Thomson (as U. lutea Roxb.)
- Kadsura heteroclita (Roxb.) Craib (as U. heteroclita Roxb.)
- Kadsura japonica (L.) Dunal (as U. japonica L.)
- Cananga odorata (Lam.) Hook.f. & Thomson (as U. odorata Lam.)
- Miliusa tomentosa (Roxb.) J.Sinclair (as U. tomentosa Roxb.)
- Oxandra lanceolata (Sw.) Baill. (as U. lanceolata Sw.)
- Oxandra laurifolia (Sw.) A.Rich. (as U. laurifolia Sw.)
- Polyalthia cerasoides (Roxb.) Bedd. (as U. cerasoides Roxb.)
- Polyalthia longifolia (Sonn.) Thwaites (as U. longifolia Sonn.)
- Polyalthia suberosa (Roxb.) Thwaites (as U. suberosa Roxb.)
- Xylopia aromatica (Lam.) Mart. (as U. aromatica Lam.)[5]